# مارسل اودیچ
مارسل اودیچ (انگلیسی: Marcel Avdić؛ زادهٔ ۲۸ فوریهٔ ۱۹۹۱) بازیکن فوتبال اهل آلمان است.
از باشگاه‌هایی که در آن بازی کرده‌است می‌توان به باشگاه فوتبال کیکرز اوفنباخ اشاره کرد.